# Djamel Belmadi
Djamel Belmadi (Champigny-sur-Marne, 25 maart 1976) is een Algerijns voetbaltrainer en voormalig voetballer. Hij won in 2019 als bondscoach de Afrika Cup met Algerije.

## Spelerscarrière

### Clubcarrière
Belmadi werd geboren in Champigny-sur-Marne, een gemeente in de buurt van Parijs. Via PA Champigny en AS Sucy-en-Brie belandde hij in 1992 bij de jeugdopleiding van Paris Saint-Germain. Bij de beloften speelt hij er onder andere samen met Nicolas Anelka. Op 10 januari 1996 maakte hij zijn debuut in het eerste elftal van de club: in een competitiewedstrijd tegen FC Gueugnon mocht hij van trainer Luis Fernández in de 76e minuut invallen voor Patrice Loko. Het zou bij die ene wedstrijd voor PSG blijven, want in 1996 tekende hij bij tweedeklasser FC Martigues.
Nadat hij een seizoen titularis was bij Martigues, haalde Olympique de Marseille hem in de zomer van 1997 terug naar de Division 1. In het seizoen 1997/98 kwam hij echter slechts in één bekerwedstrijd aan spelen toe, waarop de club hem uitleende aan achtereenvolgens AS Cannes en Celta de Vigo. Pas na zijn terugkeer in 2000 kwam hij onder trainer Javier Clemente aan spelen toe. Op 26 augustus 2000 scoorde hij in de competitiewedstrijd tegen EA Guingamp zijn eerste doelpunt voor Marseille. Het seizoen 2000/01 was Belmadi's beste seizoen voor Marseille: in 29 competitiewedstrijden scoorde hij 8 keer. Het seizoen daarop, werd gekenmerkt door veel trainerswissels, kwam Belmadi in slechts 10 competitiewedstrijden aan spelen toe. In de tweede helft van het seizoen 2002/03 werd hij uitgeleend aan Manchester City, waar hij zijn ex-ploegmaat Nicolas Anelka tegenkwam.
Na zijn uitleenbeurt aan Manchester City mocht Belmadi Marseille transfervrij verlaten. Hij koos voor Al-Ittihad in Qatar, waar Walter Meeuws toen trainer was. Na één seizoen stapte hij over naar Al Kharaitiyat SC. In 2005 haalde Southampton FC hem terug naar Europa. Belmadi speelde twee seizoenen onder Harry Redknapp in de Championship en tekende in 2007 voor Valenciennes FC, waar hij in 2009 zijn spelerscarrière afsloot.

### Interlandcarrière
Belmadi maakte op 9 juli 2000 zijn debuut voor Algerije in een WK-kwalificatiewedstrijd tegen Marokko. Hij werd niet geselecteerd voor de Afrika Cup 2002, waar Algerije slechts één punt sprokkelde. Twee jaar later was hij er op de Afrika Cup 2004 in Tunesië wél bij, als kapitein zelfs. Zijn twintigste en laatste interland speelde hij op 20 juni 2004 tegen Zimbabwe onder leiding van bondscoach Robert Waseige.

## Trainerscarrière

### Lekhwiya SC
Belmadi begon zijn trainerscarrière in 2010 bij het Qatarese Lekhwiya SC. In zijn eerste seizoen bezorgde hij de club meteen de eerste landstitel in de clubgeschiedenis. Hij loodste de club ook naar de finale van de Beker van sjeik Jassem van Qatar, maar daarin beet Lekhwiya in het zand tegen Al-Arabi. In 2012 verlengde hij met Lekhwiya de landstitel. Op 8 oktober 2012 werd hij evenwel ontslagen nadat Lekhwiya slecht aan het seizoen 2012/13 was begonnen. Belmadi had tijdens zijn passage bij Lekhwiya onder andere Bakari Koné, Aruna Dindane en Moumouni Dagano onder zijn hoede.

### Qatar B
In december 2013 werd Belmadi aangesteld als bondscoach van Qatar B. Hij mocht meteen debuteren op het West-Aziatisch kampioenschap voetbal 2014, dat van 25 december 2013 tot en met 7 januari 2014 in eigen land werd georganiseerd. Na overwinningen tegen Palestina en Saoedi-Arabië in de groepsfase won Qatar in de halve finale met 3-0 van Koeweit, waarop in de finale ook Jordanië (2-0) werd verslagen. Na afloop van het toernooi kreeg Belmadi promotie van de Qatarese voetbalbond: hij werd voortaan bondscoach van het A-elftal. Zijn voorganger Fahad Thani nam dan weer zijn plaats in bij het B-elftal.

### Qatar
Op 30 mei 2014 startte Belmadi bij Qatar met een 0-0-gelijkspel tegen Macedonië. Van de acht interlands vóór de Golf Cup of Nations 2014 verloor Qatar er slechts één, tegen Peru (0-2). Na een verdienstelijke oefencampagne, met als opmerkelijkste oefenzege de 1-0-zege tegen Australië, startte Qatar aanvankelijk zwak aan de Golf Cup: alle drie de groepswedstrijden (tegen Saoedi-Arabië, Jemen en Bahrein) eindigden op een gelijkspel. Dat was echter voldoende voor een ticket voor de halve finale, waar met 1-3 de maat werd genomen van Oman. In de finale werd met 2-1 gewonnen van Saoedi-Arabië, waardoor Qatar voor de derde keer de Golf Cup won.
Na de gewonnen Golf Cup waren de verwachtingen voor de Asian Cup 2015 hooggespannen. Qatar stelde echter zwaar teleur: na nederlagen tegen de Verenigde Arabische Emiraten, Iran en Bahrein eindigde het troosteloos laatste in groep C. Belmadi won in maart nog oefeninterlands tegen Algerije en Slovenië, telkens met 1-0, maar in april 2015 werd hij bedankt voor bewezen diensten.

### Al-Duhail
In juni 2015 keerde Belmadi terug naar Lekhwiya SC, dat inmiddels was omgedoopt tot Al-Duhail SC. Hij werd er de opvolger van de Deen Michael Laudrup. Net als tijdens zijn eerste passage deed Belmadi weer een aardige bijdrage aan de prijzenkast: tijdens zijn tweede passage won hij met Al-Duhail twee landstitels (2017, 2018), twee keer de Beker van de emir van Qatar (2016, 2018), twee keer de Beker van sjeik Jassem van Qatar (2015, 2016) en eenmaal de Beker van de kroonprins van Qatar (2018). Nadat hij in 2018 drie prijzen met de club won, stapte hij in juli 2018 op bij de Qatarese club. Belmadi werd meteen in contact gebracht met de functie van bondscoach van Algerije.

### Algerije
Op 2 augustus 2018 werd Belmadi aangesteld als bondscoach van Algerije. Hij werd er de opvolger van Rabah Madjer. De eerste wedstrijd van Belmadi, een kwalificatiewedstrijd voor de Afrika Cup 2019 tegen Gambia, verliep meteen chaotisch: de wedstrijd werd met anderhalf uur uitgesteld doordat het stadion uitpuilde van het volk en de Algerijnen aanvankelijk weigerden te spelen omdat de veiligheid niet gewaarborgd kon worden. De wedstrijd eindigde op 1-1. Op 18 november 2018 plaatste Algerije zich voor de Afrika Cup door met 1-4 te winnen in Togo. Algerije won het toernooi uiteindelijk door Senegal in de finale met 0-1 te verslaan. Onderweg had het, na een 9 op 9 in de groepsfase, Guinee, Ivoorkust en Nigeria verslagen.
Op 18 december 2021 won hij zijn tweede prijs met Algerije, namelijk de FIFA Arab Cup, een voetbaltoernooi voor landen uit de Arabische wereld. In een groep met Egypte, Libanon en Soedan werd Algerije groepswinnaar met 7 op 9, waarna het team van Belmadi in de knock-outfase afrekende met Marokko, Qatar en Tunesië.
Op de Afrika Cup 2021, die door de coronapandemie pas in 2022 werd gespeeld, was Algerije minder succesvol: de titelhouder pakte in een groep met Equatoriaal-Guinea, Ivoorkust en Sierra Leone amper 1 op 9 en eindigde dan ook laatste in zijn groep. Twee maanden later liep Algerije ook de kwalificatie voor het WK 2022 mis: in de tweede ronde hadden de Algerijnen nog vlot de maat genomen van Burkina Faso, Djibouti en Niger – Algerije werd groepswinnaar met 14 op 18 en een doelsaldo van +21 –, maar in de dubbele barragwedstrijd tegen Kameroen verloor Algerije op uitdoelpunten.

## Trivia
- In de finale van de Afrika Cup 2019 nam Algerije het op tegen Senegal. Aliou Cissé, de bondscoach van Senegal, groeide net als Belmadi op in Champigny-sur-Marne.